# 圣伯努瓦 (上普罗旺斯阿尔卑斯省)
圣伯努瓦（法語：Saint-Benoît，法語發音：[sɛ̃ bənwa] ⓘ）是法国上普罗旺斯阿尔卑斯省的一个市镇，位于该省东南部，属于卡斯泰拉讷区。

## 地理
圣伯努瓦（43°58'2"N, 6°43'32"E）面积21.03 平方千米，位于法国普罗旺斯-阿尔卑斯-蓝色海岸大区上普罗旺斯阿尔卑斯省，该省份为法国东南部内陆省份，北起上阿尔卑斯省，西接沃克吕兹省，西北接德龙省，南至瓦尔省，东临滨海阿尔卑斯省，东北部与意大利接壤。
与圣伯努瓦接壤的市镇（或旧市镇、城区）包括：阿诺特、布罗、卡斯泰莱莱索塞、昂特勒沃、于布赖。
圣伯努瓦的时区为UTC+01:00、UTC+02:00（夏令时）。

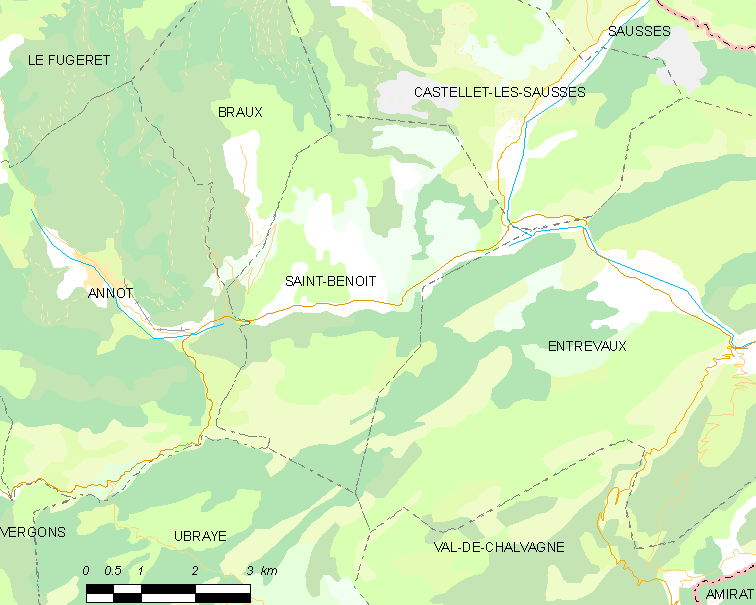
圣伯努瓦的OSM定位图

## 行政
圣伯努瓦的邮政编码为04240，INSEE市镇编码为04174。

## 政治
圣伯努瓦所属的省级选区为卡斯泰拉讷县。

## 交通
法国国道N202线和上普罗旺斯阿尔卑斯省省道D902线在圣伯努瓦东侧交汇。连接迪涅莱班和尼斯的地方窄轨铁路经过圣伯努瓦并设站，2014年在本站附近出轨。

## 人口

1962-2008年间圣伯努瓦人口变化图示

圣伯努瓦于2022年1月1日时的人口数量为166人。